# Abc (sieć handlowa)

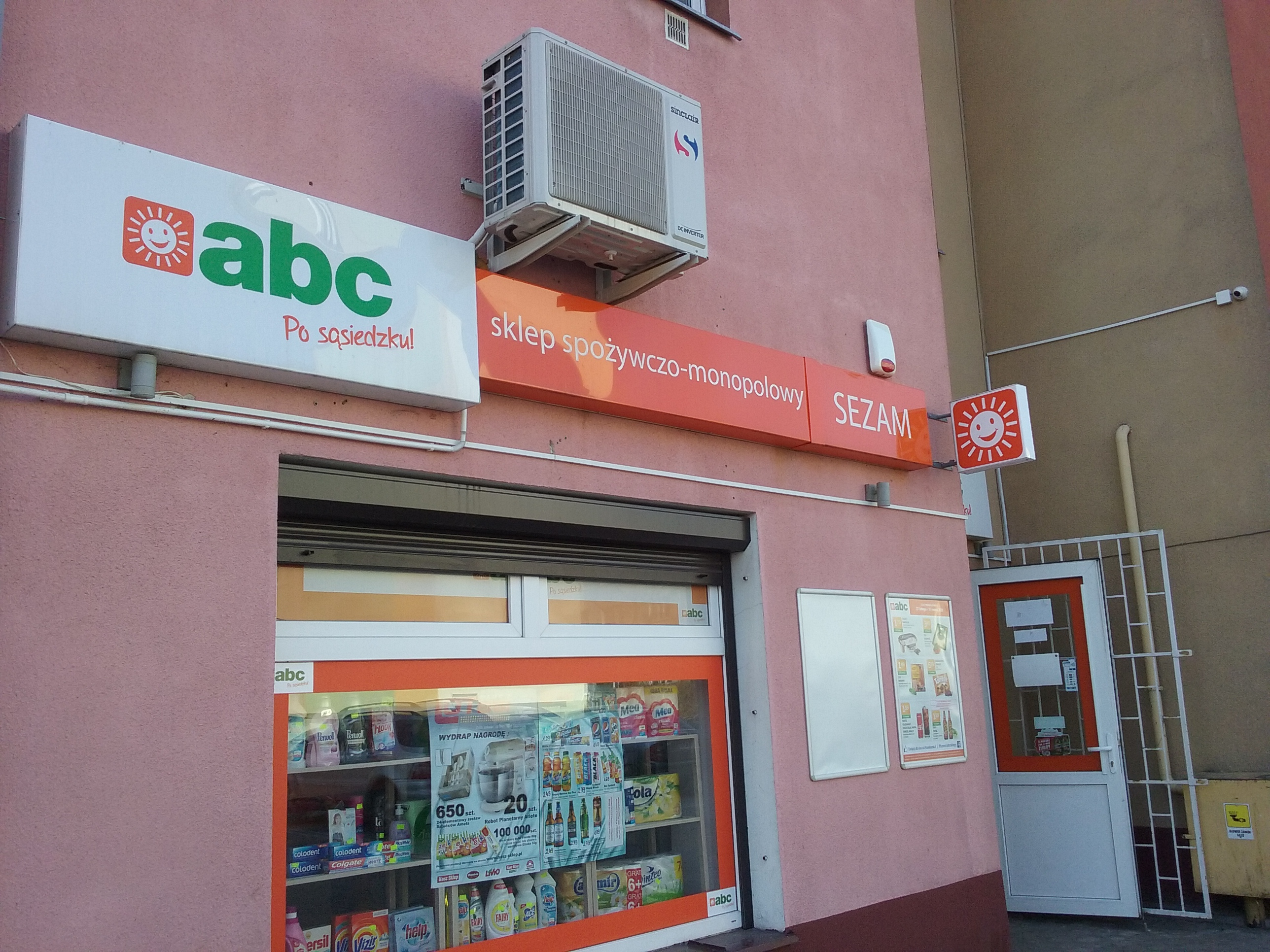
Dawny logotyp nad sklepem abc w Tomaszowie Mazowieckim

abc – polska sieć sklepów spożywczo-przemysłowych należąca do grupy Eurocash. Według danych na koniec 2023 roku, do sieci należało ok. 7367 punktów.
W 2012 sieć sklepów abc wprowadziła koncept abc Mini Bistro, czyli małych kącików gastronomicznych. Koncept został wprowadzony do ponad 750 sklepów.
W 2020 roku sieć rozpoczęła rebranding, w ramach którego zmieniono logotyp i kolorystykę sklepów. 